# Shegué
Ne pas confondre avec Kuluna (gang) et Pomba
Les enfants et adolescents de la rue, à Kinshasa en République démocratique du Congo, sont appelés les shégués. Ce mot vient du lingala. On retrouve depuis quelques années des shégués dans plusieurs autres grandes villes congolaises, comme Lubumbashi.
Beaucoup de familles, désespérées par la pauvreté, poussent ou abandonnent leurs enfants dans la rue. Les shégués sont avant tout des enfants des rues. Ils mendient pour assurer leur subsistance. Ils volent parfois, et le touriste ou le résident doit toujours rester sur ses gardes. Cela dit, plusieurs d'entre eux ne demandent qu'à exercer un petit métier et aspirent à une vie ordinaire : cireurs de chaussures, vendeurs ambulants, laveurs de voiture, etc.

## À Kinshasa
Ils sont présents dans toutes les communes de Kinshasa, aux abords des marchés, des grands centres commerciaux et des arrêts de bus, etc. Contrairement au Burundi, où les enfants de la rue sont apparus avec la guerre, au Congo-Kinshasa, les shégués sont un phénomène de société, caractérisé par une crise endémique et structurelle qui date de 1980 et qui n’est pas jusqu’ici près de se terminer. On estime actuellement le nombre de ces enfants jusqu'à 200 000 dont 10 à 15 000 à Kinshasa.

### Enfants accusés de sorcellerie
Le phénomène des enfants des rues s'est accru depuis la fin des années 1990 avec le développement et la multiplication d'églises indépendantes dites « de réveil ». De nombreux pasteurs voient dans plusieurs enfants des démons ou le diable, et les parents, proches ou éloignés, à l'écoute des prédicateurs, chassent les jeunes de chez eux.

### Tentatives d'éradication par différents gouverneurs
Les différents gouverneurs de Kinshasa, entre 2001 et 2006, ont tenté d’éradiquer le phénomène notamment par la force. Ainsi Christophe Muzungu a lancé l’opération  « Arrêtez les enfants abandonnés » (Kanga vagabonds), le gouverneur Kimbembe en a recruté certains pour nettoyer les rues de la ville.
Lors de l'élection présidentielle de 2006, de nombreux shégués, alors qu'ils étaient traditionnellement acquis à Étienne Tshisekedi, ont soutenu le candidat malheureux Jean-Pierre Bemba. Ainsi, plusieurs shégués, armés, ont combattu l'armée lors des troubles du 11 novembre 2006, puis en mars 2007 lors du démantèlement de la force armée privée de Jean-Pierre Bemba. En parallèle de l'armement des shégués, l'insécurité est montée dans les quartiers populaires de la capitale (Victoire, Yolo...) ou certains shégués ou voleurs n'hésitaient plus à sortir une arme à feu pendant la journée. Le successeur au poste de gouverneur de Kinshasa, le général Liwanga, a tenté d'arrêter les shégués et de les envoyer au Katanga et au Kivu pour travailler dans les champs, bien que le travail forcé soit interdit par le code du travail congolais. Ces rafles peuvent avoir envoyé, par erreur, travailler dans les champs des personnes qui n'étaient pas des shégués.

### Travail des ONG
Un travail de fond dans les familles à l'origine de ces abandons est également entrepris par quelques ONG en RDC comme la Fondation Werrason, KimVision, l'Oseper « Œuvre de suivi, d'éducation et protection des enfants de la rue (Oseper) »,  l'Orper « Œuvre de reclassement et de protection des enfants de la rue (Orper) », le Reejer « Réseau des éducateurs des enfants et jeunes de la rue (Reejer) » ou d'autres, pour tenter d'apporter des solutions durables à ce fléau.